# Pierre Blaise
Pour les articles homonymes, voir Blaise.
Pierre Blaise, est un acteur français né le 11 juin 1955 à Moissac et mort dans un accident de la route le 31 août 1975 dans cette même commune.

## Biographie
Pierre Marc Blaise est un jeune bûcheron de dix-sept ans vivant dans un milieu modeste à Moissac lorsque sa mère le pousse à se présenter à un casting à Toulouse en 1973. Le réalisateur Louis Malle, désirant un inconnu pour tenir le rôle principal de son futur film Lacombe Lucien, le retient au milieu de mille candidats,.

### Carrière d'acteur
Le rôle-titre qu'il incarne avec talent dans le film Lacombe Lucien de Louis Malle le propulse dans le monde du cinéma. Cette œuvre, qui parle de la jeunesse gestapiste française sous l'Occupation, suscite de vives polémiques en France lors de sa sortie en janvier 1974, tout comme l'a fait le documentaire Le Chagrin et la Pitié de Marcel Ophüls en 1971. Le film est nommé aux Oscars en 1975. Dans ce film, une scène dans laquelle il décapite une poule ne figure pas telle quelle dans le scénario, qui indique qu'il doit seulement l'assommer, mais étant costaud, il fait voler la tête de la volaille. Louis Malle décide de garder la scène au montage.
En l'espace d'un an, entre 1973 et 1974, il joue dans quatre films, dont un premier rôle dans Lacombe Lucien, un rôle principal dans Le Grand Délire et deux rôles secondaires dans Les Noces de porcelaine et Vertiges.

### Mort
Pierre Blaise meurt peu après ses vingt ans dans un accident de la route. Au volant de sa Renault 17 TS, dans une ligne droite, il glisse sur la chaussée mouillée et percute plusieurs platanes entre Moissac et Durfort-Lacapelette, alors qu'il conduit à la tombée de la nuit deux de ses amis à une soirée qu'il organise. Ses deux passagers sont également tués sur le coup et la voiture est entièrement détruite. Selon Mylène Demongeot, l'alcool est l'un des facteurs responsables de l'accident,.
Pierre Blaise est inhumé au cimetière qui jouxte l'église du hameau de Saint-Paul de Brugues, sur la commune de Durfort-Lacapelette, dans le Tarn-et-Garonne.

## Filmographie
- 1974 : Lacombe Lucien de Louis Malle
- 1975 : Le Grand Délire de Dennis Berry
- 1975 : Les Noces de porcelaine de Roger Coggio
- 1975 : Vertiges (Per le antiche scale) de Mauro Bolognini